# Сюїта Скарамуш
Сюїта Скарамуш — це сюїта, створена Даріусом Мійо в 1937 році. Сюїта заснована на випадковій музиці, яку Мійо написав для двох театральних постановок: Le Médecin volant і Bolivar. Скарамуш черпає натхнення з різних джерел, причому кожна з трьох частин сюїти має особливий характер. У всьому творі можна почути характерне для Мійо використання політональності.
Сюїта Скарамуш — твір для двох фортепіано, що належить до зрілого періоду творчості. Приводом для написання твору було замовлення знаної піаністки, професорки Паризької консерваторії Маргаріт Лонґ. Тематичною основою стала раніше написана Даріусом Мійо музика до комедії Бомарше «Літаючий лікар», опери «Болівар».

## Історія створення та походження назви
М. Лонґ попросила композитора написати твір саме для фортепіанного дуету. Адже ця музика призначалася для аудіо оформлення павільйону Франції на Всесвітній промисловій виставці в Парижі  1937 року. Перша частина дуету написана на основі музики до вищезгаданої комедії Бомарше. Замовником озвучення вистави був Генрі Паскар, трупу якого називали «Театр Скарамуш». Образ яскравого проворного умільця-трюкача Скарамуша (персонажа традиційного народного іспанського театру), як уособлення простої та піднесеної радості життя, виявився таким доречним, що став назвою сюїти.

## Виконавський склад та сценічна доля
Вибір виконавського складу не тільки частина замовлення. Це також паралель до традицій французького салонного музикування, а ідея звернення до персонажів комедії дель арте — тенденційне зацікавлення фольклором (притаманне всім представникам «французької шістки»).
Сюїту надрукували і вже за кілька тижнів 1937 року перший наклад розпродали. Вона була настільки популярною, що сам автор зробив переклад для альтового саксофону та фортепіано, а на замовлення Бені Ґудмена — для кларнету і біґ-бенду. Згодом Мійо оркестрував композицію.

## Особливості музичної мови
Цікаво, що для Мійо культура присередземномор'я не ділилась на іспанську, італійську, французьку. Весь географічний регіон композитор визначав як Прованс. А отже і тематизм, і жанрова основа, і перебільшено концертна (але й невимушена) манера виконання, і фактура — повинні були надати сюїті навмисно спонтанного, наївно-незатійливого «провінційного» звучання.
Водночас використано складні технічні та композиторські прийоми:
- політональність (мелодія в До мажорі, супровід — в домінантовій тональності)
- прості поліфонічні прийоми: імітації, ритмічні остинато
- скерцозні теми токатного типу в гранично швидкому темпі
- поліладовість та тональний план як основу формотворення
- використовує поліметрію

## Перша частина—Vif (Вертун), До мажор, 4/4
Перша частина  — одночасно і портрет Скарамуша, і жанрова сцена. Мелодія — сконцентрований цікавий мотив, що привертає увагу. Аби створити атмосферу споглядання яскравого трюку, Мійо використовує широко вживаний прийом: мотив  несподівано переходить з партії першого фортепіано в партію другого і навпаки. Навмисно вибрано високий регістр та гру без педалі чіткими акцентованими штрихами, тому виникає ілюзія звучання ксилофону чи народного ансамблю.
Форма — проста тричастинна зі скороченою репризою. І хоч твір здається неокласичним, в ньому є чимало рис неофольклоризму:
- синкопація та поліметрія як у бразильській народній музиці
- акцентування за допомогою розміщення басу на першій, четвертій та сьомій вісімці такту (як в бразильєрі)
- використання ритмічної фігури тресіло (варіація на ритм хабанери) як у кубанській, латиноамериканській танцювальній музиці
- жанрова, ритмічна і мелодична опора на дитячі вірші-пісеньки (відомі як «Казки матері-гуски» в Франції чи «Чарівні пісеньки» Томмі Тамба в Англії; оскільки перші збірки опублікували в середині 18 ст.  — вони мають давніше походження; така форма дитячого фольклору об'єднує всю Європу у єдиний культурний простір; це приклади попмузики, яка настільки популярна, що звучить як сингл дзвонів чи годинника)
- цитування народної дидактичної пісні-лічилки «Десять зелених пляшок»

## Друга частина—Modéré (Стриманий)(B♭ major,4/4)
Це приклад міксу необароко та фольклоризму. Мійо використовує жанрову модель «французької увертюри», якою традиційно відкривалися сюїти французьких клавесиністів. Форма двочастинна репризна (перший розділ повторюється двічі). Ніби Бах композитор вдається до конструювання теми: друга частина мелодії — дзеркальне відображення початкового мелодичного звороту. Автор намагається скопіювати риси традиційних португальських пісень модінья та афробразильських танців ланду. В мелодії постійні арпеджіо, приховане двоголосся, репетиції.

## Третя частина—Brazileira (Частина-самба)(F major, 2/4)
Попередня пародія на бароко переходить в самобутній африканський танець. У фіналі жанрова сцена продовжується. Натхненням для Мійо стали чорос (плачі) національного композитора Бразилії Ернесто Назарета. Парадокс чорос полягає у тому, що це мажорна дуже жвава п'єса. Мійо використовує елементи, використані в першій частині (ритмічну структуру тресіло, синкопацію, остинато). Видозмінюється форма та гармонія, основою якої є предйоми. Також додається поліфонічне двоголосся у дусі Баха — імітація, в якій відповідь настає пізніше на шістнадцятку.